# 진주 청곡사 영산회괘불탱
진주 청곡사 영산회괘불탱(晉州 靑谷寺 靈山會掛佛幀)은 대한민국 경상남도 진주시 금산면 청곡사문화박물관에 있는 조선시대의 괘불화이다. 1997년 9월 22일 대한민국의 국보 제302호로 지정되었다.

## 개요
청곡사 괘불은 석가여래가 인도 영취산의 보리수 아래에서 6년간 고행수도 끝에 대각을 성취한 후로 아함경 12년, 방등경 8년, 반야경 21년, 법화경과 열반경 8년 모두 49년 동안 설법하였는데 그 중에서 마지막인 법화경을 설법하는 회좌(會座)를 도상화(圖上化) 한 것이 영산회상도(靈山會上圖)이다. 괘불을 살펴보면 중앙의 주불은 석가여래의 입상인데 나발(螺髮)과 육계(肉髻)가 뚜렷하며 수인(手印)은 통인(通印)을 하고 있고 전체적인 체구는 비대한 편이다. 광배(光背)는 녹색바탕에 키형의 두광(頭光)으로 묘사하고 있고 천의(天衣)의 바탕은 자색과 녹색이 주종을 이루고 화문(花紋)이 고르게 시문(施紋)되어 있다.
석가모니불은 그의 왼쪽에 지혜로운 문수보살을 세우고 오른쪽에 지혜를 실천하는 보현보살을 세워 협시(挾侍)하게 하였고, 중앙의 석가모니불이 위엄을 지닌 당당한 모습이라면 두 보살은 자애로우면서 화려하다. 보살은 대개 완전히 깨달음의 경지에 이르지 못하여 수행을 계속하는 한편, 대중과 부처의 사이를 이어주는 존재이다. 이처럼 화면을 압도하는 삼존의 광배 위로는 노승의 모습을 한 가섭존자와 젊은 승려 모습의 아난존자가 나타난다. 가섭은 부처의 제자 중에서 수행에 가장 뛰어났던 제자이며, 아난은 부처의 말씀을 모조리 외울 정도로 학식이 뛰어난 제자였다. 두 제자의 옆으로 서있는 두 여래는 영산회 의식을 지낼 때 도량에 강림하도록 청하는 다보불과 아미타불이다.
다보불은 석가모니불의 가르침이 진리중의 진리임을 증명하였으며, 아미타불은 서방 극락세계를 관장하는 부처님이다. 그림의 가장 위쪽에 관음보살과 세지보살이 서있는데 관음보살은 현실의 갖가지 어려움에서 중생을 구제하는 보살로 흰 옷을 입고 있어 백의 관음보살이라고도 하는데 머리에 쓴 보관에는 작은 부처가 표현되어 있다. 세지보살은 서방정토에 있으면서 지혜와 광명이 으뜸인 보살이다.
이 괘불은 탱화의 화기에 의하면 금어(金魚) 의겸대사(義謙大師)가 중심이 되어 경종 2년(1722)에 제작되었는데 금어 의겸은 조선조 18세기의 불교회화에 있어서 의겸류파를 형성할 정도로 삼남지방을 중심으로 활동한 화사(畵師)이다. 주불인 석가모니에 시문된 화문이나 좌우협시보살의 보관과 화문에서 고려시대의 화려하고 세밀한 화풍이 남아 있을 뿐만 아니라 금어 의겸이 제작한 탱화 중에 작품성이 가장 뛰어나 불교회화 연구에 귀중한 자료이다.

## 같이 보기
- 진주 청곡사 괘불함 - 경상남도 유형문화재 제261호

## 참고 자료
- 진주 청곡사 영산회괘불탱 - 국가유산청 국가유산포털
- 진주 청곡사 영산회 괘불도 - 진주시청 홈페이지